# Carlotta Brianza
Carolina Alice Brianza,, dite Carlotta Brianza, est une danseuse italienne née à Milan le 1er avril 1865 et morte à Clichy le 25 juin 1938,.

## Biographie

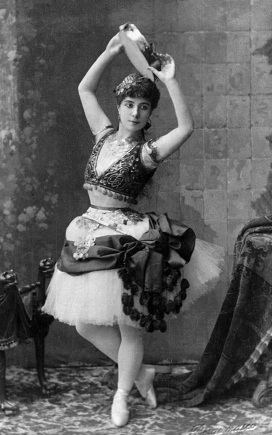
Carlotta Brianza dans La Esmeralda (1890).

Elle étudie avec Carlo Blasis à l'école de danse de la Scala, puis se produit avec Enrico Cecchetti à Londres en 1887. La même année, elle fait sensation à Saint-Pétersbourg où elle se produit dans Excelsior, ballet de Luigi Manzotti. Marius Petipa l'engage au Bolchoï puis au Mariinsky (1889-1891) et règle pour elle le rôle d'Aurore dans La Belle au bois dormant. Elle crée aussi Nénuphar en novembre 1890 et interprète Nyssia dans Le Roi Candaule en novembre 1891.
Elle danse ensuite à Milan et Venise, puis s'installe à Paris où elle enseigne la danse.
Pour ses adieux à la scène, elle incarne en 1921 la fée Carabosse dans la reprise de La Belle au bois dormant, présentée par les Ballets russes de Serge de Diaghilev à Londres.
On prétend qu'elle se serait suicidée. Domiciliée à Asnières, divorcée d'un certain Léon Maron, elle meurt à Clichy le 25 juin 1938, à l'âge de « soixante-trois ans ».